# Spansk filosofi
Spansk filosofi er den filosofiske tradition for befolkningen i de territorier, der udgør den moderne nation Spanien og dens borgere i udlandet. Den spanske filosofi hører til den vestlige filosofi, og den er mangfoldig og tæt forbundet med latinamerikansk filosofi.
Spansk filosofi henviser således til de filosofiske ideer og traditioner, der er opstået og har udviklet sig inden for den kulturelle og historiske kontekst i Spanien. Spansk filosofi har en rig og mangfoldig historie, der er påvirket af forskellige intellektuelle og kulturelle faktorer, herunder oldgræsk og romersk filosofi, jødisk og islamisk tankegang, kristen teologi og interaktioner med andre europæiske filosofiske traditioner.

## Historie
Den spanske nation opstår først i nyere tid, men der har været filosofi i området siden antikken. I oldtiden var den påvirket af kulturen i det romerske kejserrige. Seneca blev født i Spanien og bliver ofte forbundet med romersk filosofi. Han var en stoisk filosof og statsmand, kendt for sine skrifter om etik, stoiske dyder og kunsten at leve et dydigt liv.
I middelalderen var filosofien under betydelig indflydelse fra islam, og her fandtes vigtige filosoffer som Ibn al-Arabi, Ibn Hazm, Averroes, Ibn Gabirol, Yehuda Ha-Levi og Maimonides. Averroës var en islamisk filosof, der var inspireret af Aristoteles. Han var læge i det 12. århundrede og har også haft en vigtig betydning for medicinens udvikling.
En vigtig ikke-islamisk filosof fra middelalderen va Maimonides (1135-1204): Selvom Maimonides blev født i Cordoba, bliver han ofte forbundet med jødisk filosofi. Han var en jødisk filosof, læge og rabbiner, kendt for sine værker om jødisk lov, etik og blandingen af aristotelisk og jødisk tankegang.
En anden vigtig spansk filosof er Ramon Llull (1232–1316). Llull var en middelalderlig filosof, teolog, og mystiker fra Mallorca, der skrev på latin, katalansk og arabisk. Han er kendt for sine bidrag til kristen mystik og for at forsøge at bygge bro mellem kristendom, islam og jødedom gennem sin filosofi og missionerende arbejde. Llull udviklede en universel metode til at finde sandheder ved at kombinere forskellige filosofiske og teologiske principper. Hans værk Ars Magna var en kompleks systematisk metode, som han håbede kunne bruges til at konvertere muslimer og jøder til kristendommen ved hjælp af logik og filosofi.
Efter middelalderen blev filosofien kraftigt påvirket af kristendommen. Herunder var Teresa af Avila (1515-1582) en fremtrædende kristen mystiker og teolog. Hun var en karmelitisk nonne og skrev meget om bøn, kontemplation og de mystiske oplevelser, hun mødte. Næsten samtidig var Francisco Suarez en jesuiterfilosof og teolog. Han betragtes som en af de førende skikkelser i genoplivningen af skolastikken og ydede betydelige bidrag til metafysik, etik og naturretsteori.
Den spanske filosofi ændrede dog karakter i den moderne tidsalder, hvor filosoffer som Miguel de Unamuno og Xavier Zubir blev vigtige. Miguel de Unamuno (1864-1936) var en fremtrædende spansk filosof, forfatter og essayist. Han var en nøglefigur i den spanske litterære og filosofiske "Generation 1898." Unamuno udforskede eksistentielle og religiøse temaer i sine værker og kæmpede med spørgsmål om tro og meningen med livet.
Kendt fra begyndelsen af det 20. århundrede er især José Ortega y Gasset, der var en førende spansk filosof og essayist. Han var en nøglefigur i "Generation 1914" og understregede vigtigheden af individualisme, rationalisme og kulturel fornyelse. Han byggede videre på Georg Wilhelm Friedrich Hegel, Friedrich Nietzsche og Wilhelm Dilthey. I den forbindelse skrev han det kulturfilosofiske værk Menneskets fordrivelse fra kunsten (orig. La deshumanización del arte, 1925), der blev oversat til dansk af Ole Sarvig i 1945.
Maria Zambrano (1904-1991) var en fremtrædende spansk filosof og essayist. Hun udforskede temaer om fornuft, historie og søgen efter identitet i sine værker. Efter borgerkrigen måtte hun drage i eksil. Zambrano læste under José Ortego y Gassetog underviste i metafysik på Madrid Universitet og på Instituto Cervantes fra 1931 til 1936.
Senere blev Fernando Savater en vigtig spansk filosof. Han har oversat Diderot, Voltaire og Bataille fra fransk til spansk og desuden udgivet over 30 egne bogværker, bl.a. om Nietzsche, anarkisme, malerkunst og barndom. Flere af hans bøger er oversat til dansk.